# 三十間堀川 (大阪府)
三十間堀川（さんじゅっけんぼりがわ）は、大阪府大阪市港区を流れる淀川水系の河川（運河）。尻無川の支流。

## 地理
港区福崎1丁目と2丁目の間で尻無川から分岐して西流したのち南流し、天保山運河と交差して大阪湾へ注ぐ。西流区間は杉村運河とも呼ばれる。
1829年（文政12年）から1835年（天保6年）頃に池田新田と北福崎新田との間に掘られた堀川で、市岡新田の南部堤下（現・大阪市立港南中学校付近）を起点として南西方に延び大阪湾に注いでいた。元々は三樋（みつひ）堀・三樋入堀とも称された。堀名は新田井路の樋門が三ヵ所あったことに由来する。
戦災復興都市計画によって港区域では2mの盛土（嵩上げ）を伴う土地区画整理事業が実施され、三十間堀川の杉村運河交点以北の区間は埋め立てられた。

## 橋梁
- 鈴橋
- 福栄橋
- 港水道橋
- 日和橋 - 大阪府道5号大阪港八尾線

### かつて架かっていた橋梁
- 三樋橋
- 福崎橋
- 大阪臨港線杉村運河橋梁 - 2019年まで残っていた。
- 大阪臨港線（大阪東港線）三十間堀川橋梁
- 大阪臨港線三樋入堀橋梁